# Liste der Bodendenkmäler in Pyrbaum
Auf dieser Seite sind die Bodendenkmäler in dem Oberpfälzer Markt Pyrbaum zusammengestellt. Diese Tabelle ist eine Teilliste der Liste der Bodendenkmäler in Bayern. Grundlage ist die Bayerische Denkmalliste, die auf Basis des Bayerischen Denkmalschutzgesetzes vom 1. Oktober 1973 erstmals erstellt wurde und seither durch das Bayerische Landesamt für Denkmalpflege geführt wird. Die folgenden Angaben ersetzen nicht die rechtsverbindliche Auskunft der Denkmalschutzbehörde.

## Bodendenkmäler in Pyrbaum

### Gemarkung Oberhembach
| Lage                           | Objekt                                                | Akten-Nr.     | Bild |
| ------------------------------ | ----------------------------------------------------- | ------------- | ---- |
| Oberhembach Pyrbaum (Standort) | Vorgeschichtlicher Bestattungsplatz mit Grabhügeln.   | D-3-6633-0004 |      |
| Oberhembach Pyrbaum (Standort) | Mittelalterliche und frühneuzeitliche Wüstung Asbach. | D-3-6733-0050 |      |

### Gemarkung Pyrbaum
| Lage               | Objekt | Akten-Nr.     | Bild |
| ------------------ | --- | ------------- | ---- |
| Pyrbaum (Standort) | Archäologische Befunde der frühen Neuzeit im Bereich der Friedhofskapelle in Pyrbaum, darunter die Spuren von Vorgängerbauten bzw. älterer Bauphasen.                      | D-3-6633-0005 |      |
| Pyrbaum (Standort) | Frühneuzeitlicher Vogelherd. | D-3-6633-0006 |      |
| Pyrbaum (Standort) | Archäologische Befunde der frühen Neuzeit im Bereich des ehemaligen Jagdschlosses (sog. Speckhooch-Schlösschen) in Pyrbaum.                                                | D-3-6633-0007 |      |
| Pyrbaum (Standort) | Mittelalterlicher Burgstall. | D-3-6733-0002 |      |
| Pyrbaum (Standort) | Archäologische Befunde im Bereich des abgegangenen Schlosses von Pyrbaum, zuvor mittelalterliche Burg.                                                                     | D-3-6733-0004 |      |
| Pyrbaum (Standort) | Archäologische Befunde und Funde im Bereich der Evangelisch-Lutherischen Pfarrkirche St. Georg in Pyrbaum, darunter die Spuren von Vorgängerbauten bzw. älteren Bauphasen. | D-3-6733-0028 |      |
| Pyrbaum (Standort) | Archäologische Befunde eines abgegangenen Torhauses der frühneuzeitlichen Marktbefestigung von Pyrbaum.                                                                    | D-3-6733-0029 |      |
| Pyrbaum (Standort) | Archäologische Befunde eines abgegangenen Torhauses der frühneuzeitlichen Marktbefestigung von Pyrbaum.                                                                    | D-3-6733-0030 |      |
| Pyrbaum (Standort) | Frühneuzeitliche Vogelherde. | D-3-6733-0054 |      |
| Pyrbaum (Standort) | So genannter "Miniergraben", frühneuzeitliche Wasserleitung, teils als offener Graben, teils als unterirdischer Stollen ausgebildet                                        | D-3-6733-0032 |      |

### Gemarkung Seligenporten
| Lage                             | Objekt | Akten-Nr.     | Bild           |
| -------------------------------- | --- | ------------- | -------------- |
| Seligenporten Pyrbaum (Standort) | Mesolithische Freilandstation, Siedlungen der Jungsteinzeit, der Urnenfelderzeit und der Spätlatènezeit.                   | D-3-6733-0022 |                |
| Seligenporten Pyrbaum (Standort) | Siedlung der Späthallstatt-/Frühlatènezeit.                                                                                | D-3-6733-0024 |                |
| Seligenporten Pyrbaum (Standort) | Archäologische Befunde und Funde des Mittelalters und der frühen Neuzeit im Bereich des ehemaligen Klosters Seligenporten. | D-3-6733-0031 | weitere Bilder |
| Seligenporten Pyrbaum (Standort) | Untertägige Befunde im Bereich der Marienkapelle in Schwarzach, darunter die Spuren mindestens eines Vorgängerbaus.        | D-3-6733-0034 |                |